# Tyrannochthonius grimmeti
Tyrannochthonius grimmeti är en spindeldjursart som beskrevs av Chamberlin 1929. Tyrannochthonius grimmeti ingår i släktet Tyrannochthonius och familjen käkklokrypare. Inga underarter finns listade i Catalogue of Life.